# گرینل (کانزاس)
گرینل (به انگلیسی: Grinnell) شهری در ایالت کانزاس کشور ایالات متحده آمریکا است که جمعیت آن در سرشماری سال ۲۰۱۰ میلادی، ۲۵۹ نفر بوده‌است.